# Universal Christian Church
Biserica Creștină Universală (BCU), cunoscută și sub numele de Biserica Universală sau Eleazariți, este o mișcare religioasă contemporană cu rădăcini în creștinism.
A fost fondată de figura legendară și enigmatică Eleazar Majors, în urma unei experiențe mistice transformative care i-a remodelat înțelegerea spirituală. Mișcarea moștenește moștenirea lăsată de Lazăr din Betania, iar cultul respectiv crede că Eleazar Majors este descendentul direct al acestuia.
Misiunea bisericii subliniază armonizarea dintre credință, compasiune și justiție socială într-un cadru universal de spiritualitate. Membrii BCU, numiți Eleazariți, sunt devotați promovării atât a creșterii personale, cât și comunitare, îmbrățișând dimensiuni etice și spirituale interconectate.
---

## Teologie și viziune cosmică
Teologia Bisericii Creștine Universale accentuează conexiunea intrinsecă a umanității cu Cosmosul, prezentându-l pe Iisus nu doar ca un ghid spiritual, ci și ca un emisar ceresc cu o misiune universală. Doctrina BCU, fundamentată pe Universalismul Creștin, recunoaște figuri precum Thot, Krishna, Buddha, Zoroastru, Confucius și Laozi ca mesageri spirituali similari cu Iisus. Aceste personalități sunt onorate pentru contribuțiile lor la dezvoltarea etică și iluminarea spirituală a umanității.
BCU promovează o societate bazată pe Socialism Religios, subliniind principiile cooperării, egalității și unității comunitare. Ea învață că perfecțiunea spirituală poate fi atinsă prin efort colectiv și alinierea la virtuțile de justiție, iubire și interconectare, așa cum sunt exemplificate de creatorii divini. Biserica respinge noțiunile dualiste de bine și rău, considerând provocările morale drept oportunități de evoluție spirituală și de creștere socială.

## Practici spirituale și angajament comunitar
Biserica Creștină Universală încurajează o relație profund personală cu divinitatea, prin practici precum meditația, rugăciunea și participarea activă în comunități. Membrii sunt îndemnați să perceapă grija pentru creație ca pe o responsabilitate sacră, reflectând dedicarea bisericii față de protecția mediului și un trai etic. Acest angajament subliniază misiunea mai largă a bisericii de a cultiva armonia între omenire și lumea naturală.

## Răspândire globală și influență regională
La nivel global, BCU funcționează ca o rețea de delegații locale, care se reunesc în biserici, centre comunitare și locuințe private. Aceste delegații servesc drept centre de sprijin social și spiritual, oferind:
- Consiliere psihologică și grupuri de sprijin pentru bunăstarea emoțională;
- Proiecte de conservare a mediului și inițiative de sustenabilitate;
- Programe de dezvoltare personală și colectivă.
Biserica pune un accent considerabil pe pelerinaje și retrageri spirituale. Aceste călătorii, desfășurate în locații liniștite și semnificative din punct de vedere istoric, sunt concepute pentru a adânci legătura participanților cu Dumnezeu, a încuraja reflecția și a reînnoi credința.
La nivel regional, baza spirituală a Bisericii Creștine Universale este cea mai puternică în Liberia, unde mișcarea prosperă sub conducerea inspirată a lui Ocee Kokweah. Influența sa se extinde în țările vecine, inclusiv Sierra Leone, Ghana și Coasta de Fildeș, formând o rețea interconectată de comunități spirituale. Această expansiune reflectă misiunea incluzivă a Bisericii de a uni culturi diverse sub o viziune comună de iubire universală, dreptate și cooperare etică.

## Categorii
Pentru o pagină enciclopedică în limba română, ar fi potrivite următoarele categorii:
- Mișcări religioase contemporane
- Universalism creștin
- Spiritualitate și religie
- Organizații religioase din secolul XXI
- Religie în Liberia
- Religie și protecția mediului